# Герб лондонського району Герінгей
Герб лондонського боро Герінгей було надано 10 травня 1965 року після злиття колишніх муніципальних боро Горнсі, Вуд-Грін і Тоттенгем. На відміну від більшості інших лондонських боро, було вирішено не створювати герби на основі фігур у гербах колишніх боро.
Герб пофарбований у чорний і золотий колір, що символізує стабільність. Єдиною фігурою на гербі є вісім блискавок, що виходять із центру щита. Ці промені мають на меті «символізувати дію, що сягає кордонів району», але також представляють електромагнітні промені від щогли телевізійної станції Alexandra Palace в Палаці Александри, одній із визначних пам'яток у районі Герингей, звідки в 1936 році почали транслювати перші у світі регулярні телевізійні передачі високої чіткості. Герб, зображений на шоломі над щитом, складається із зубчастого колеса для промисловості та сонця, що сходить для нового району.
Герб використовується в регалії мера міста. Ланцюжок мерії має геральдичне досягнення, яке висить на значку, виготовленому з 18-каратного золота та емалі, з текстом «The London Borough of Haringey MCMLXV». На ланцюжку є стилізовані букви H і зайці, що сидять у лаврових вінках. Зайці представляють назву боро, оскільки вважається, що Герингей означає «луг зайців».
Футбольний клуб Haringey Borough FC, заснований у 1973 році, використовує логотип (або «клейнот»), подібний до герба, але зеленого кольору та з назвою клубу замість девізу району.
На гербі написано: «У чорному полі вісім золотих променів, що виходять із центру, на золото-чорному буралеті перед золотим рапівсонцем чорне зубчасте напівколесо».
Район має простий бейдж, який описується як «Вісім променів» [як на гербі]. Використовується прапор, який виглядає як прапор із гербом, але з відтінками перевернутими, так що він має вісім чорних променів на жовтому полі.

## Галерея

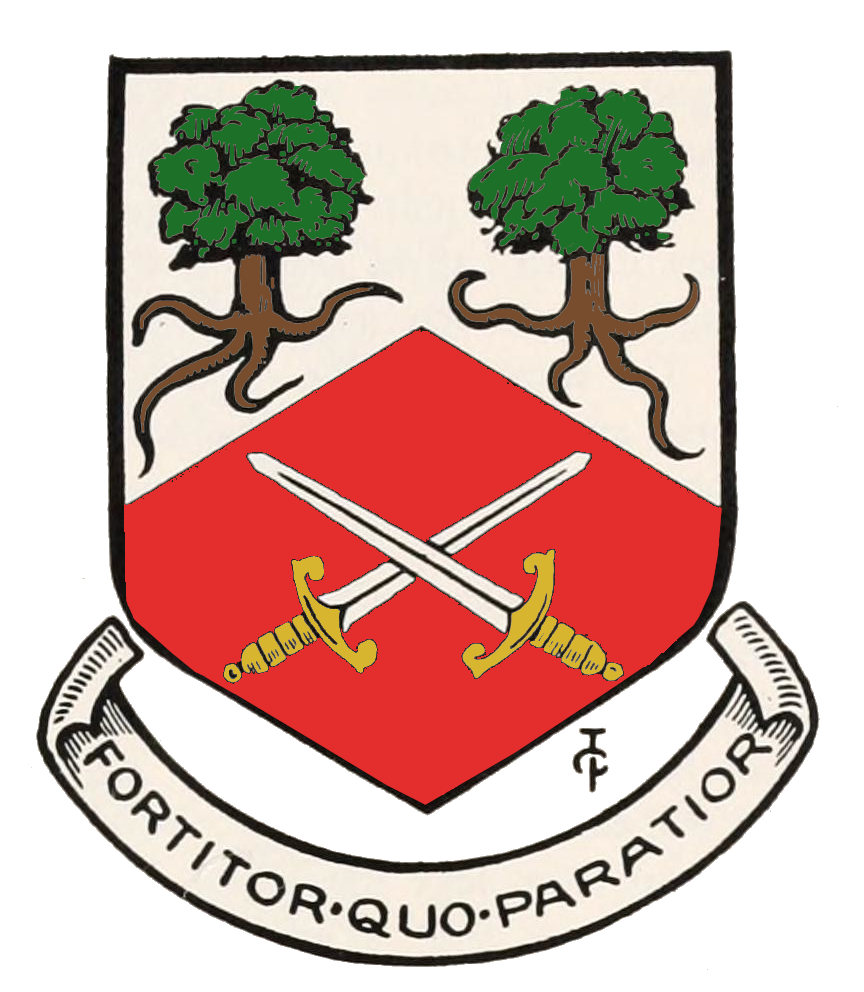
Герб муніципального району Горнсі
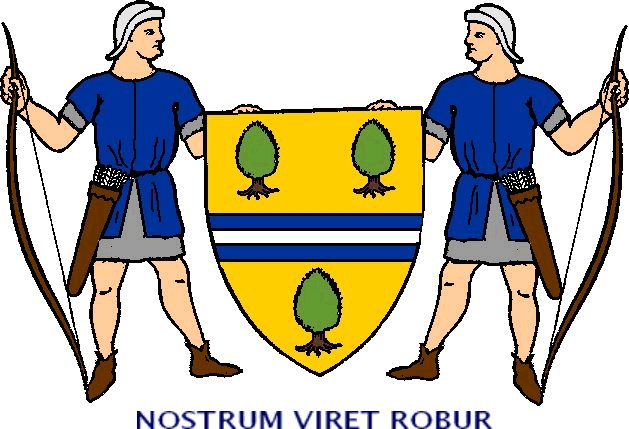
Герб муніципального району Вуд-Грін